# Sophia Hoare
Pour les articles homonymes, voir Hoare et Johnson.
Sophia Hoare, née Sophia Johnson le 24 février 1836 à Manchester et morte le 17 avril 1915 à San Francisco, est une photographe britannique, active à Tahiti du milieu des années 1870 jusqu'en 1904.

## Biographie

### Jeunesse et famille
Sophia Johnson naît en février 1836 à Manchester, fille de James Johnson, cordonnier, et de son épouse Octavia. En 1853, elle se marie avec Charles Burton Hoare, emballeur. Le couple, établi 15 Camden Street à Hulme dans la banlieue de Manchester, a trois filles — Elizabeth Ann, Octavia et Louisa Grace — et un fils, Charles Henry, probablement mort en bas âge,.
En juillet 1875, une annonce parue dans le Messager de Tahiti informe que « par jugement par défaut du Tribunal civil de première instance de Papeete, île Tahiti, Océanie, en date du seize juin mil huit cent soixante-quinze, enregistré, la dame Sophie Johnson, épouse du sieur Charles Hoare, photographe, avec lequel elle demeurait à Papeete, rue de la Petite-Pologne, a été déclarée séparée de corps et de biens d’avec son mari. »

### Parcours
En mars 1863, les Hoare embarquent à Londres, à bord du navire Télégraphe, à destination d'Auckland en Nouvelle-Zélande. Jusqu'en 1866, Charles B. Hoare y tient un atelier de photographie, d'abord avec un associé sous l'enseigne Hoare & Wooster, puis seul à partir de 1866. En février 1868, il ouvre un nouveau studio dans College Street à Papeete, sur l'île de Tahiti où il vit désormais, mais on ignore quand Sophia Hoare et leurs filles le rejoignent. La famille s'installe ensuite rue de la Petite-Pologne, une artère commerçante, où l'atelier est aussi transféré. 

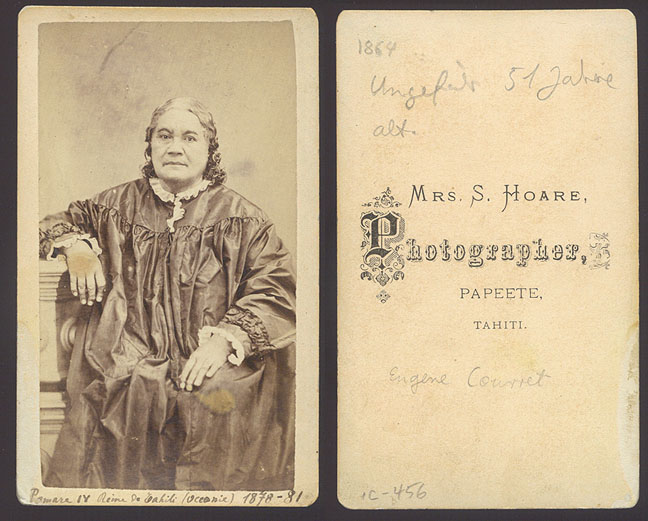
Mrs. S. Hoare, Portrait de Pōmare IV, reine de Tahiti, photo-carte, dernier quart du XIXe siècle.

On perd la trace de Charles B. Hoare après novembre 1876 et, à partir du mois suivant, Sophia Hoare commence à réceptionner en son nom propre des livraisons de marchandises et de matériel arrivant à Papeete,. Elle prend dès lors les rênes de l'atelier, acquérant une excellente réputation de portraitiste et une large clientèle, notamment parmi les notables et les personnalités de Tahiti. En 1877, elle photographie plusieurs aquarelles de la voyageuse et peintre écossaise Constance Gordon-Cumming, qui séjourne alors à Papeete.
Sous le règne du roi Pōmare V, qui gouverne l’île jusqu'en 1880, Sophia Hoare obtient le titre de photographe officielle de la cour et, en 1886, le gouverneur français Isidore Chessé offre une de ses photographies du roi à la Société de géographie à Paris. Elle réalise par ailleurs de très nombreuses photos-cartes de jeunes Tahitiens et Tahitiennes, dont la diffusion en grand nombre se charge, selon le père O'Reilly, de « chanter, aux quatre coins du monde, la gloire de Tahiti et l'habilité photographique de Madame Hoare. »
La photographe signe ses clichés « Mrs. S. Hoare » puis « Madame S. Hoare »,, après qu'elle a exposé, en 1889, lors de l'Exposition universelle à Paris. Selon Jean-Yves Tréhin, il est possible que le peintre Paul Gauguin ait vu à cette occasion les clichés qu'elle présentait, cette découverte ayant joué dans sa décision de se rendre à Tahiti deux ans plus tard. Son manuscrit Noa Noa, rapporté en France en 1893, contient d'ailleurs une des photographies du roi Pōmare prise par Sophie Hoare.

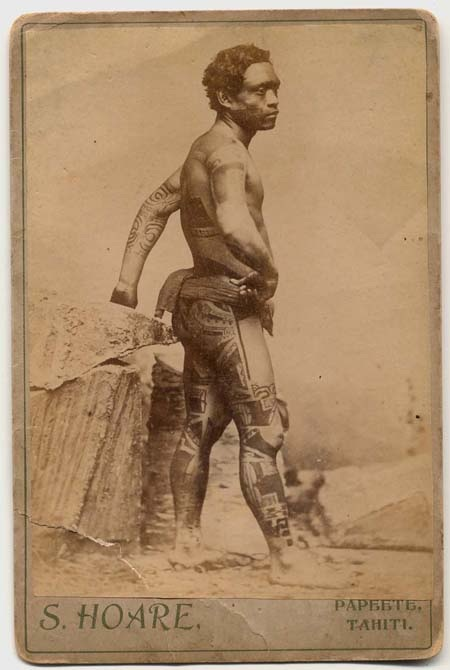
S. Hoare, Guerrier des îles Marquises, photo-carte, vers 1880.

En 1891, quelques-uns des clichés de la photographe sont publiés dans le journal L'Illustration, accompagnant un article sur la remise du drapeau tahitien aux autorités françaises. Au tournant du siècle, elle poursuit son activité et devient une des premières à produire des cartes postales de Tahiti. En 1900, elle reçoit une médaille de bronze lors de l'Exposition universelle de Paris. Mais en janvier 1903, une violente tempête fait plus de 500 morts dans les îles Tuamotu, situées à environ 200 kilomètres au nord-est de Tahiti. Cet épisode dramatique, qui a traumatisé les populations polynésiennes jusqu’à Tahiti, a pu pousser Sophia Hoare à quitter l'île. Il est possible que son fonds photographique ait été racheté par Francis Homes, un bijoutier photographe arrivé sur l'île en 1880,[source insuffisante]. En mai 1904, âgée de 68 ans, Sophia Hoare embarque avec sa fille Elizabeth sur le S.S. Mariposa, pour émigrer à San Francisco,. Les deux femmes, rejointes par la cadette Louisa — désormais mariée sous le patronyme Dominie —, s'établissent dans une maison située au 626 Cole Street, dans le quartier de Haight Ashbury,.
Sophia Hoare meurt d'un cancer de l'utérus en avril 1915, en son domicile du 626 Cole Street à San Francisco,. Elle est incinérée deux jours plus tard au crématorium de Cypress Lawn, à Colma.

## Publications
- Paul Huguenin, Raiatea la Sacrée : îles sous le vent de Tahiti (Océanie française) : avec 24 planches en couleur, reproduction des aquarelles originales de l'auteur, 8 dessins à la plume de F. Huguenin-Lassauguette, d'après des croquis de l'auteur, de nombreuses reproductions de dessins et lavis, et de photographies de Madame Hoare, à Tahiti ; des cartes dressées par Maurice Borel ; des chants notés par H. Plumhof et A. Roth de Markus, à Vevey, Neuchâtel, Paul Attinger, 1902 (lire en ligne)

## Collections
- Musée de Tahiti et des îles, Tahiti[21]
- Images from Tahiti (19 photographies de Sophia Hoare et Charles Georges Spitz), The Getty Research Institute, Los Angeles[22]
- Musée du quai Branly, Paris[23]
- Portrait de Pomare V (1839-1891) roi de Tahiti, 1886, BnF, Département des cartes et plans, Société de géographie, Paris, inv. SG WG 18[8]

## Expositions
- 28 - 30 avril 2020 : La Collection de photographies du Musée de Tahiti et des Îles, Musée de Tahiti et des îles, Tahiti[21]
- 4 octobre 2015 - 24 janvier 2016 : Qui a peur des femmes photographes ? Paris, musée d'Orsay, musée de l'Orangerie .